# Distrito de Cacra

La provincia de Yauyos en el Departamento de Lima, Perú.

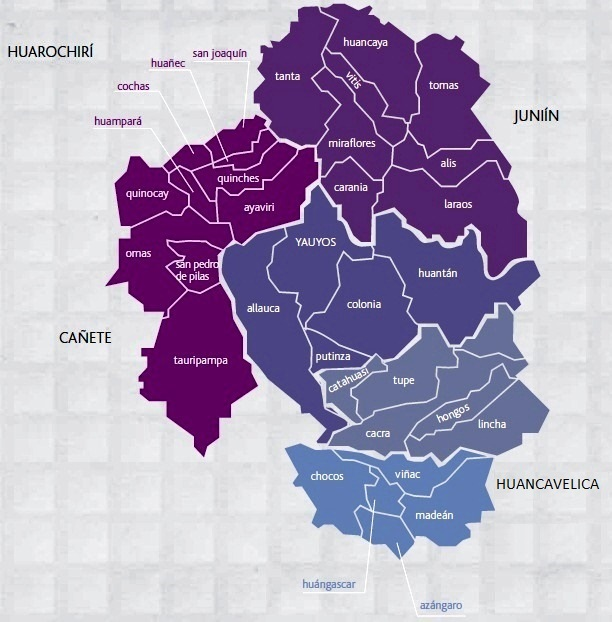
La provincia de Yauyos y sus 33 distritos.

El Distrito de Cacra es uno de los  treinta y tres distritos que conforman la provincia de Yauyos, perteneciente al Departamento de Lima, en el Perú  y bajo la administración del Gobierno Regional de Lima-Provincias. 
Desde el punto de vista jerárquico de la Iglesia católica, forma parte de la Prelatura de Yauyos.

## Historia
Es uno de los pueblos más antiguos de esta parte, porque hasta aquí llegaron los chancas en su periplo de conquista y sometimiento al imperio incaico. Antes fue habitado por los tupís. Después de una cruenta lucha, los chancas, logran desalojar la resistencia de los rebeldes, quienes se retiraron a la otra quebrada. En el año de 1550 este paraje pertenece a la comandancia de la infantería española con sede en Chupamarca- Huancavelica hasta el año de 1895 que pasa a pertenecer a Santiago de Viñac y posteriormente en 1936 se crea como distrito con sus anexos de Hongos, Tana y Lincha. 
El origen del pueblo pasó por tres etapas, preinca que se desarrolló en el desfiladero de Malcuhuasi; resaltan sus rudimentarias cerámicas, ruinas y su celda sobre una inmensa catarata en Tupina. 
En el periodo inca construyeron 
- Las ruinas de Purunhuasi
- Las chulpas de Chumpicasha
- La escalera de piedras de shacshapucala a la fortaleza de Huanturo
- Los huacos policromados
- Las famosas piedras labradas(batanes y muqkas)
- Los andenes de Shihuitay, Antuclo, Purunhuasi
- El canal de riego empedrado.

En la época virreinal se construye la iglesia colonial San Pedro de Cacra, los andenes, los reservorios y los canales de riego. Utilizan el adobe para edificar sus casas sobre la base de piedra, con techos de paja y otros teja. 
El distrito fue creado mediante Ley N.º 8427 del 15 de julio de 1936, en el gobierno del Presidente Óscar R. Benavides.

## Geografía
Abarca una superficie de 213,79 km².

### Comunidades
- Warmicocha

## Autoridades

### Municipales
- - Alcalde: GESHU PIZARRO MATOS ESPAÑOL

- 2019 - 2022
  - Alcalde: José Melvin Poma Paucar, Partido Fuerza Popular (K).
- 2015 - 2018[2]
  - Alcalde: Edison Lubem Sulca Molleda, Movimiento Patria Joven (PJ).
  - Regidores: Gerardo Aquiles Poma Huamán (PJ), Geremías Juan Toralba Siuce (PJ), Erica Nélida Camayo Valentín (PJ), Doris Consuelo Molleda Sulca (PJ), Saturnino Valentín Camayo (Fuerza Regional).
- 2011 - 2014[3]
  - Alcalde: Edison Lubem Sulca Molleda, Movimiento Concertación para el Desarrollo Regional (CDR).
  - Regidores: Francisco Montes Huamán (CDR), Rodil Cirilo Román Carrasco  (CDR), Elisa Silvia Rojas Orihuela (CDR), Edison Litman Estrada Vicente  (CDR), Gumercinda Anita Paucar Poma(Patria Joven).
- 2010
  - Alcalde: Antonio Oscar Román Barrios, Movimiento Independiente Regional - PADIN.
- 2007 - 2009
  - Alcalde: Taumaturgo Próculo Ordoñez Molleda, Partido Aprista Peruano.
- 2003 - 2006[4]
  - Alcalde: Hernán Molleda Huamán, Movimiento independiente Más Obras a Cacra.
- 1999 - 2002
  - Alcalde: Aquiles Rufo Cirilo Sulca Castro, Movimiento independiente Yauyos eres tú.
- 1996 - 1998
  - Alcalde: Teodosio Pedro Ordóñez Lázaro, Lista independiente N.º 3 Unidad Regional de Integración Yauyos (URI).
- 1993 - 1995
  - Alcalde: Teodosio Pedro Ordóñez Lázaro, Lista independiente Unidad Regional de Integración Cacra (URI).
- 1991 - 1992
  - Alcalde: Aquiles Rufo Cirilo Sulca Castro, Lista independiente N.º 3 Frente Independiente Popular Cacra.
- 1987 - 1989
  - Alcalde: Misael Cárdenas Portas, Partido Aprista Peruano.
- 1984 - 1986
  - Alcalde:  .
- 1981 - 1983
  - Alcalde: Lucas Sulca Ordóñez,  Partido Acción Popular.

### Policiales
- Comisaría de Cacra
  - Comisario: Mayor PNP.[5]

### Religiosas
- Prelatura de Yauyos[6]
  - Obispo Prelado: Mons. Ricardo García García.[7]
- Parroquia Santo Toribio de Mogrovejo, Viñac[8]

## Educación

### Instituciones educativas
- I.E.20693-San Pedro